# Segerstads distrikt, Värmland
Segerstads distrikt är ett distrikt i Karlstads kommun och Värmlands län. Distriktet omfattar ett område kring halvön Segerstad i södra Värmland, vid Vänern. 

## Tidigare administrativ tillhörighet
Distriktet inrättades 2016 och utgörs av Segerstads socken i Karlstads kommun.
Området motsvarar den omfattning Segerstads församling hade vid årsskiftet 1999/2000.

## Tätorter och småorter
I Segerstads distrikt finns en småort men inga tätorter.

### Småorter
- Segerstad